# Vastagh László

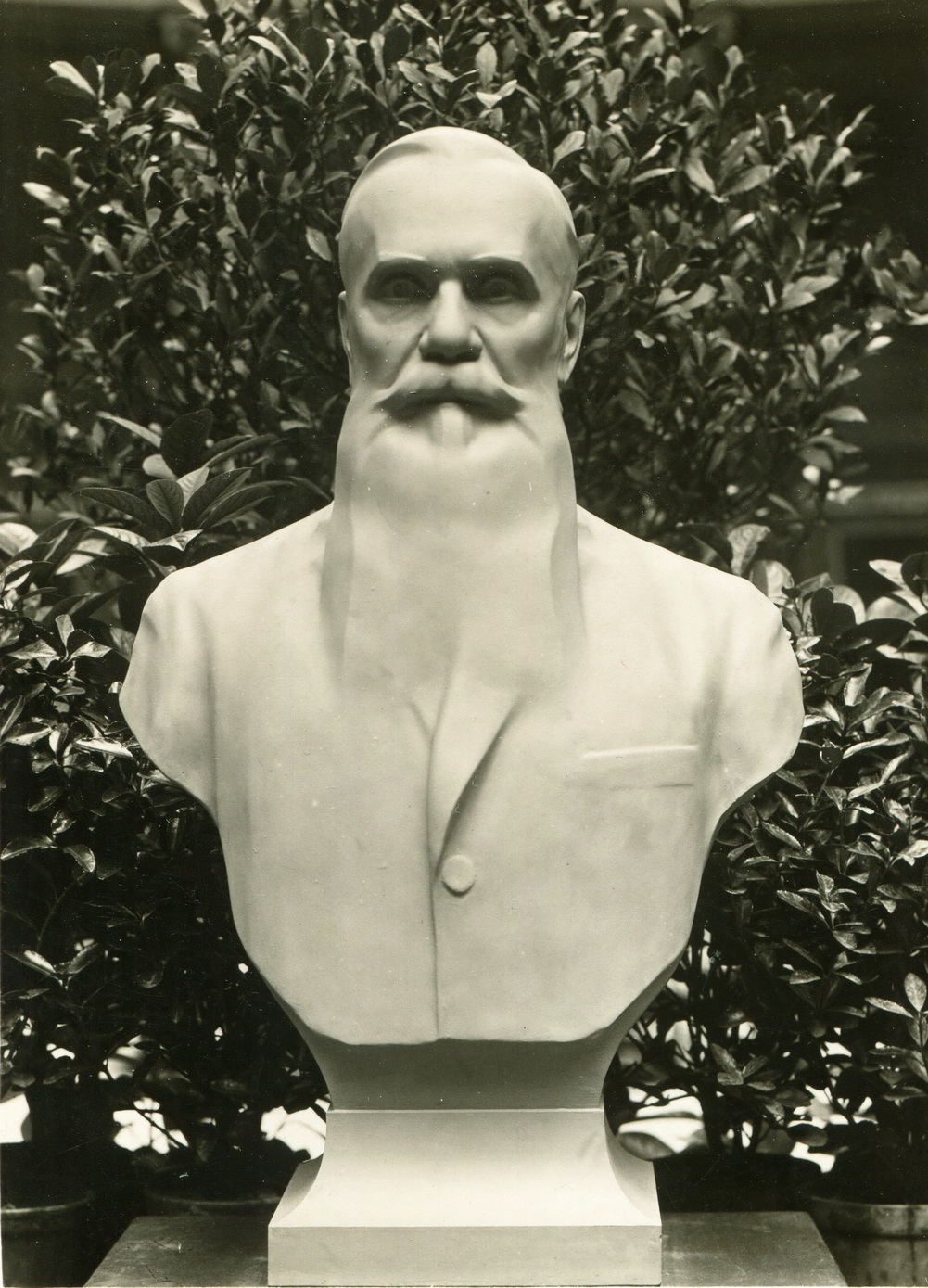
Vastagh György portréja

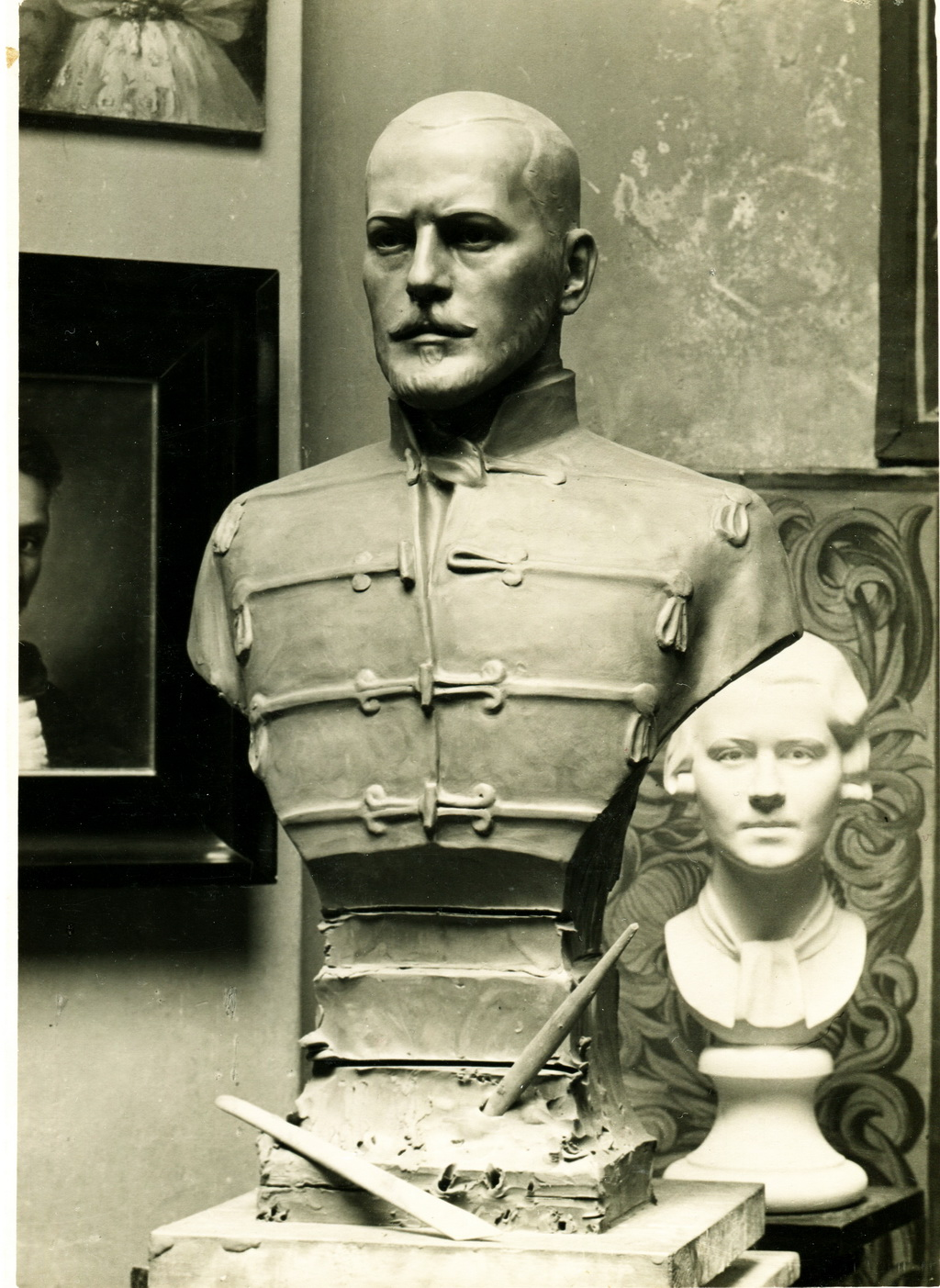
Görgei Artúr portréja

Benczúr Gyula-plakett

Alsótorjai Vastagh László (Budapest, 1902. május 25. –- Budapest, 1972. január 18.) magyar szobrászművész.

## Családja
Székely lófő eredetű családból származott. Ifj. Vastagh György szobrászművész és Vastagh Györgyné Benczúr Olga képző- és iparművész fia, id. Vastagh György és Benczúr Gyula festőművészek unokája, Vastagh Éva szobrászművész testvére, Vastagh Géza, valamint Benczúr Ida festőművészek és Benczúr Gyula orvos unokaöccse. Felesége Keresztyén Piroska (1923–2001), lánya Csilla (1946)

## Élete és munkássága
A budapesti Piarista Gimnáziumban tett érettségit követően előbb orvostanhallgató, majd a keszthelyi Gazdasági Akadémia növendéke. A szobrászat mesterségét apja mellett sajátította el. Első portréit 1925-ben készítette (Habsburg Ottó, Kenyeres Izi). 1926-ban mutatkozott be a Műcsarnok tavaszi tárlatán öccsét Pált ábrázoló büsztjével, melyre Bartha Károly ifjúsági díjat kapott. Ettől kezdve rendszeresen szerepelt a Műcsarnok kiállításain. Főképp portrékat, síremlékeket, állatszobrokat mintázott. Tanulmányúton járt Németországban, Olaszországban és Franciaországban. A Szent Imre szoborpályázaton, 1930-ban nyertes egész alakos fehér márvány szobrát a budapesti Piarista Gimnáziumban állították fel. Apjával 1931-ben Egyiptomba utazott, ahol a kairói Mezőgazdasági Múzeum számára állatszobrokat mintáztak. 1934-ben a Műcsarnokban ő rendezte id. Vastagh György centenáriumi kiállítását, amelyen a család művész tagjai is szerepeltek. Ő tizenkét alkotását - közöttük nagyapja mellszobrát - mutatta be.
Művészetének kiteljesedésére az 1945 utáni Magyarországon nem nyílt lehetőség. A budapesti Mezőgazdasági Múzeumban 1950-től restaurátori munkát végzett, illetve néhány portrén kívül, a múzeum és a gödöllői Agrártudományi Egyetem számára állatszobrokat mintázott.

## Főbb művei

### Portrék
- Ibos József (1925)
- Túry Gyula (1925)
- Vastagh Pál (1925) Budapest, Magyar Nemzeti Galéria
- Vargha Gyula (1926) Budapest, Petőfi Irodalmi Múzeum
- Preisz Hugó (1926)
- Zala György (1926)
- Hekler Antal (1927)
- Árkövy József (1927) Budapest, Semmelweis Egyetem Fogászati Klinika
- Vastagh György (szobrász) (1939)
- Lőte Éva (1928)
- Kétly Károly(1928) Budapest, Semmelweis Egyetem II. sz. Belgyógyászati Klinika
- Bársony János (1928) Budapest, Semmelweis Egyetem I. sz. Szülészeti és Nőgyógyászati Klinika
- Vigyázó Ferenc (1928) Budapest, Magyar Tudományos Akadémia Művészeti Gyűjtemény
- Tisza István (1929)
- Veress Zoltán (1930)
- Lósy Imre (1930) Budapest, Pázmány Péter Tudományegyetem központi épülete (eltűnt), Esztergom, Prímási Palota
- Lippay György (1930) Budapest, Pázmány Péter Tudományegyetem központi épülete (eltűnt), Esztergom, Prímási Palota
- Tóth Ella (1934)
- Id. Vastagh György (1934)
- Görgey Artúr (1934)
- Kenyeres Balázs (1935) Budapest, Semmelweis Egyetem II. sz. Patológiai Intézet
- Csekonics József (1938) Bábolna, eltűnt
- Batthyány Elemér (1939) Alag
- Pethe Ferenc Budapest, Magyar Mezőgazdasági Múzeum kertje
- Nagyváthy János Budapest, Magyar Mezőgazdasági Múzeum kertje

### Érmek
- Árkövy József emlékérem (1929) Budapest, Semmelweis Orvostörténeti Múzeum
- Moravcsik Ernő Emil érem (1927) Budapest, Semmelweis Orvostörténeti Múzeum

### Domborművek
- Moravcsik Ernő Emil (1928) Budapest, Semmelweis Egyetem Pszichiátriai és Pszichoterápiás Klinika
- Laufenauer Károly (1928) Budapest, Semmelweis Egyetem Pszichiátriai és Pszichoterápiás Klinika
- Benczúr Gyula (1943)

### Síremlékek
- Sasi Szabó Józsefné síremléke (1935) Budapest, Kerepesi temető
- Magyary-Kossa Béla síremléke (1939) Rákoskeresztúri új köztemető

### Egyéb kompozíciók
- Szüret Brázay Zoltán egykori kertje (1942) Balatonarács eltűnt
- Birkacsoport Herceghalom

### Szobrok

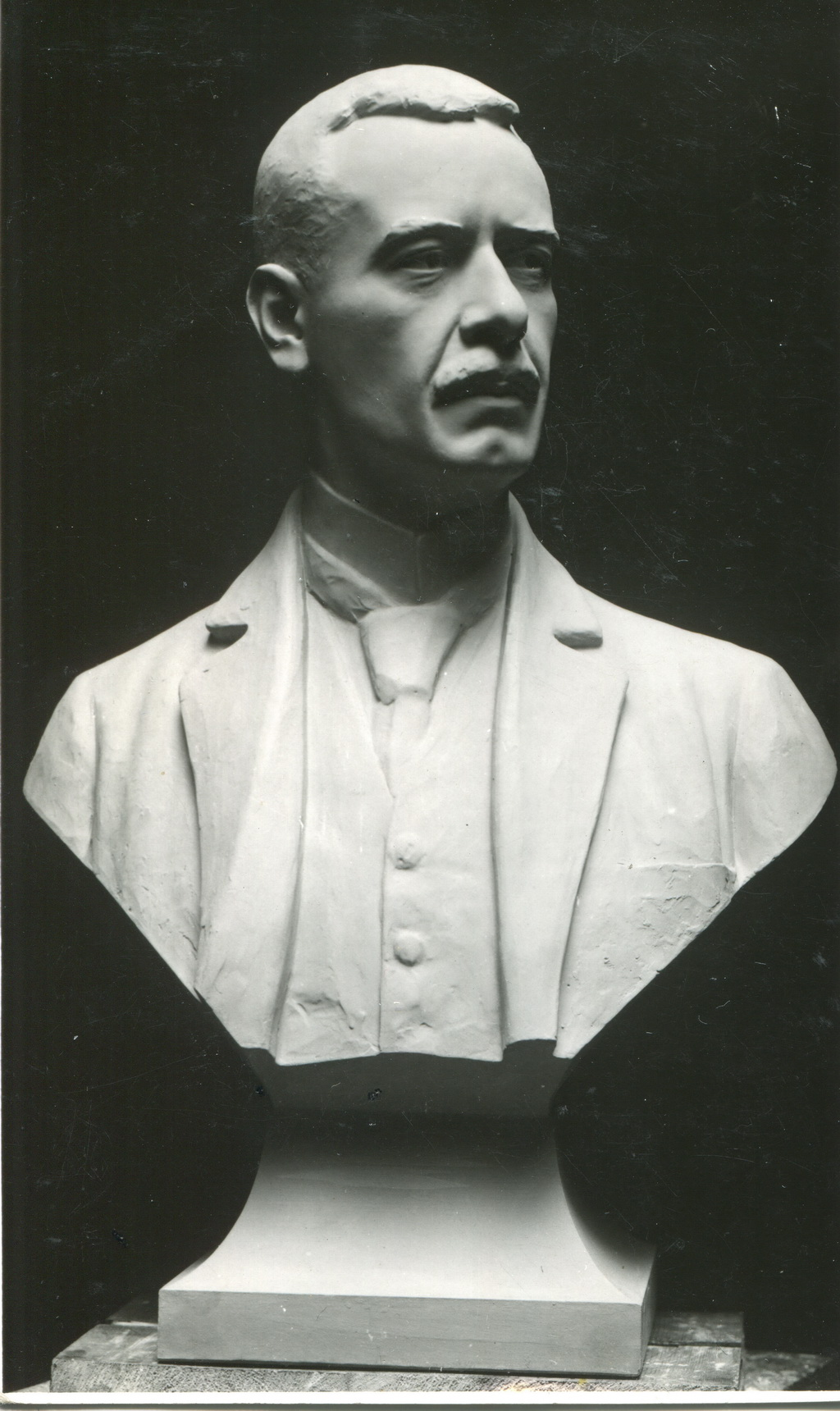
Vigyázó Ferenc portréja, Budapest, Magyar Tudományos Akadémia Művészeti Gyűjtemény
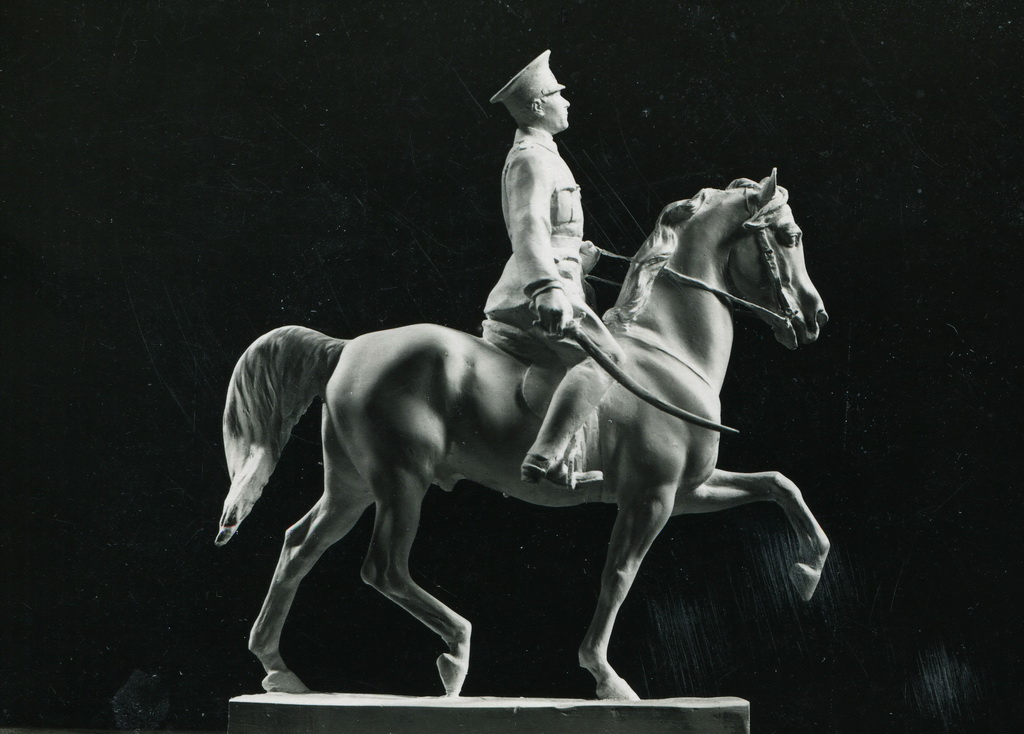
Kemal Atatürk lovasszobra
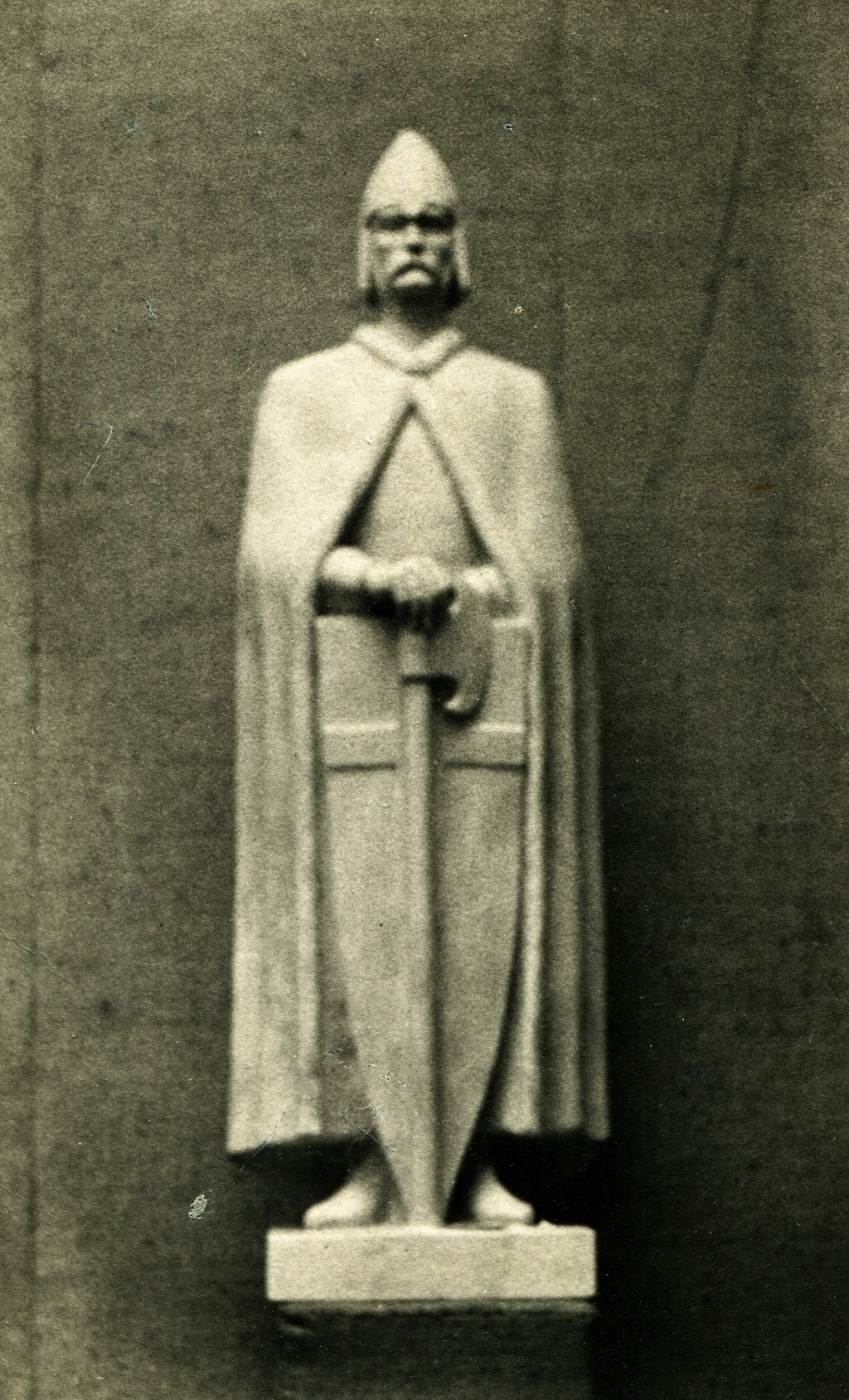
Szent László
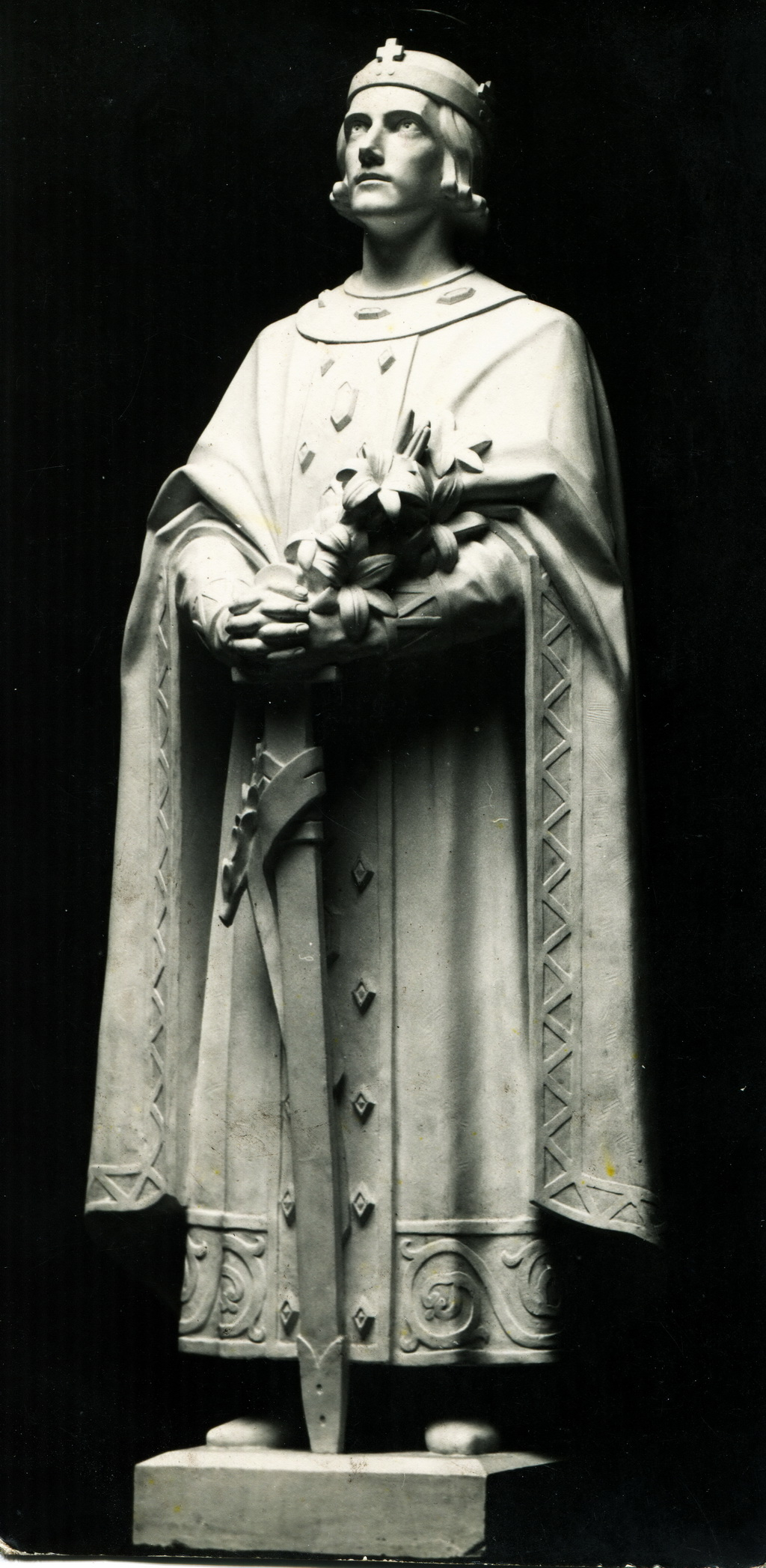
Szent Imre, Piarista Gimnázium (Budapest)
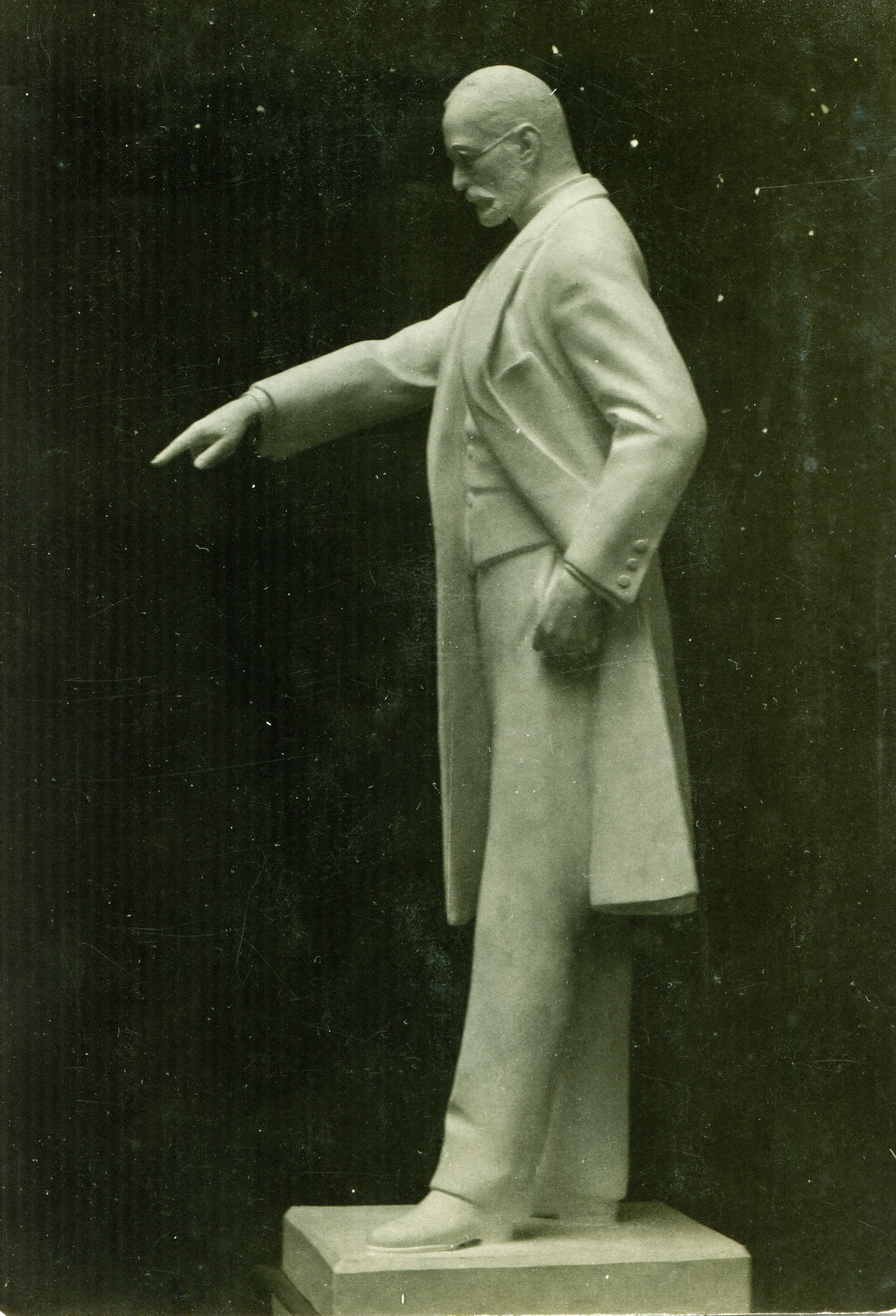
Tisza István álló szobra
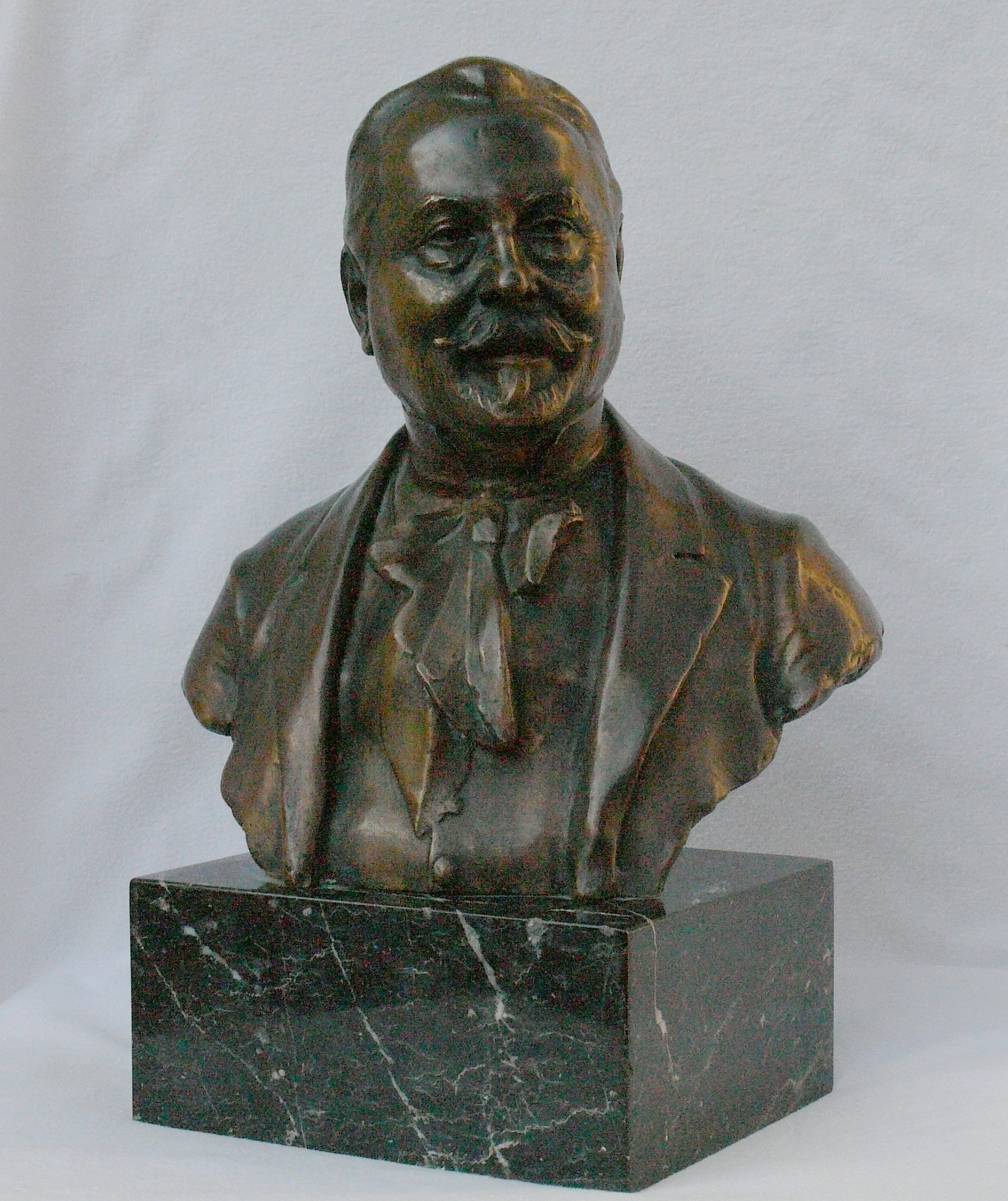
Ibos József portréja
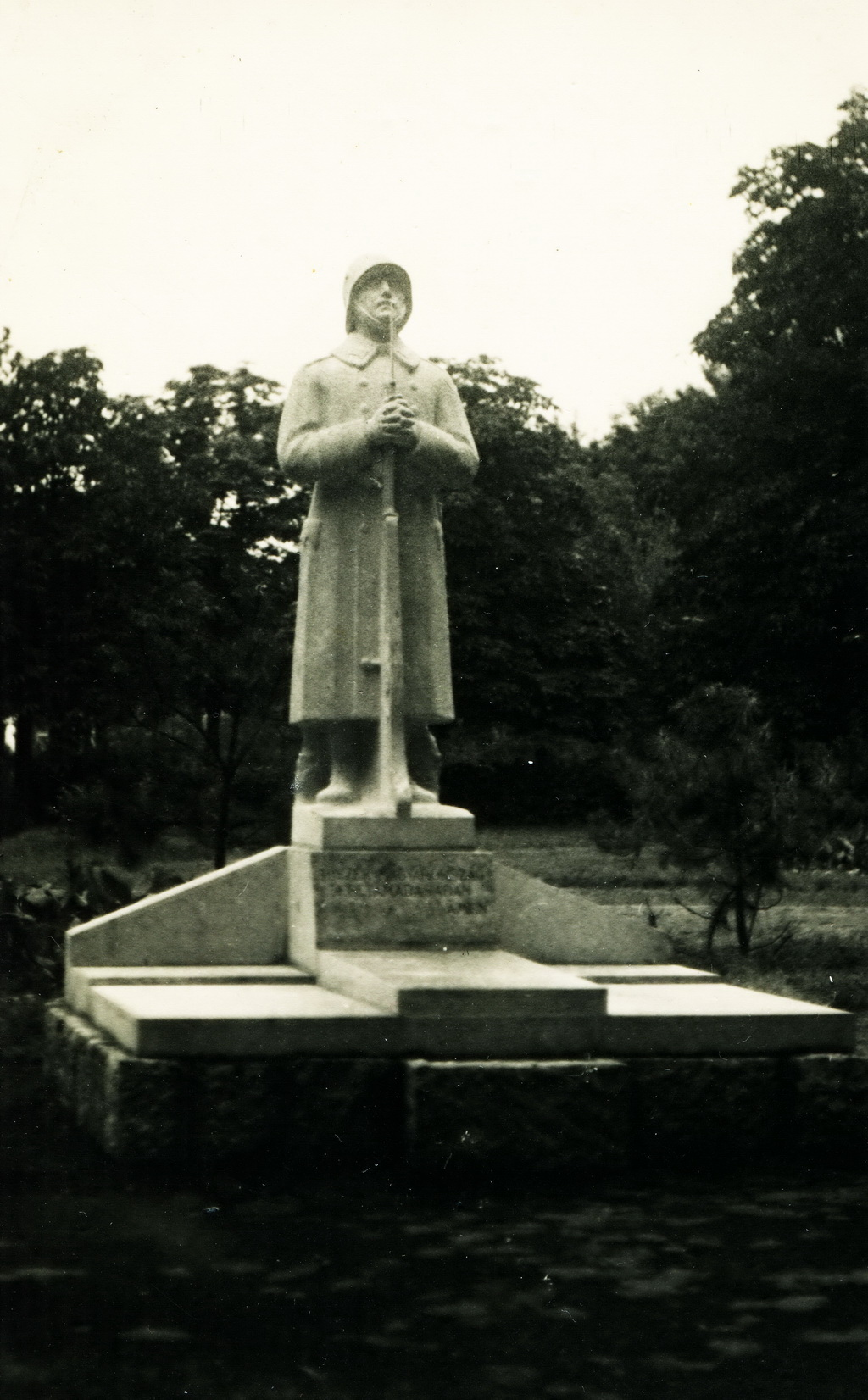
Magyary-Kossa Béla síremléke, Budapest, Rákoskeresztúri új köztemető
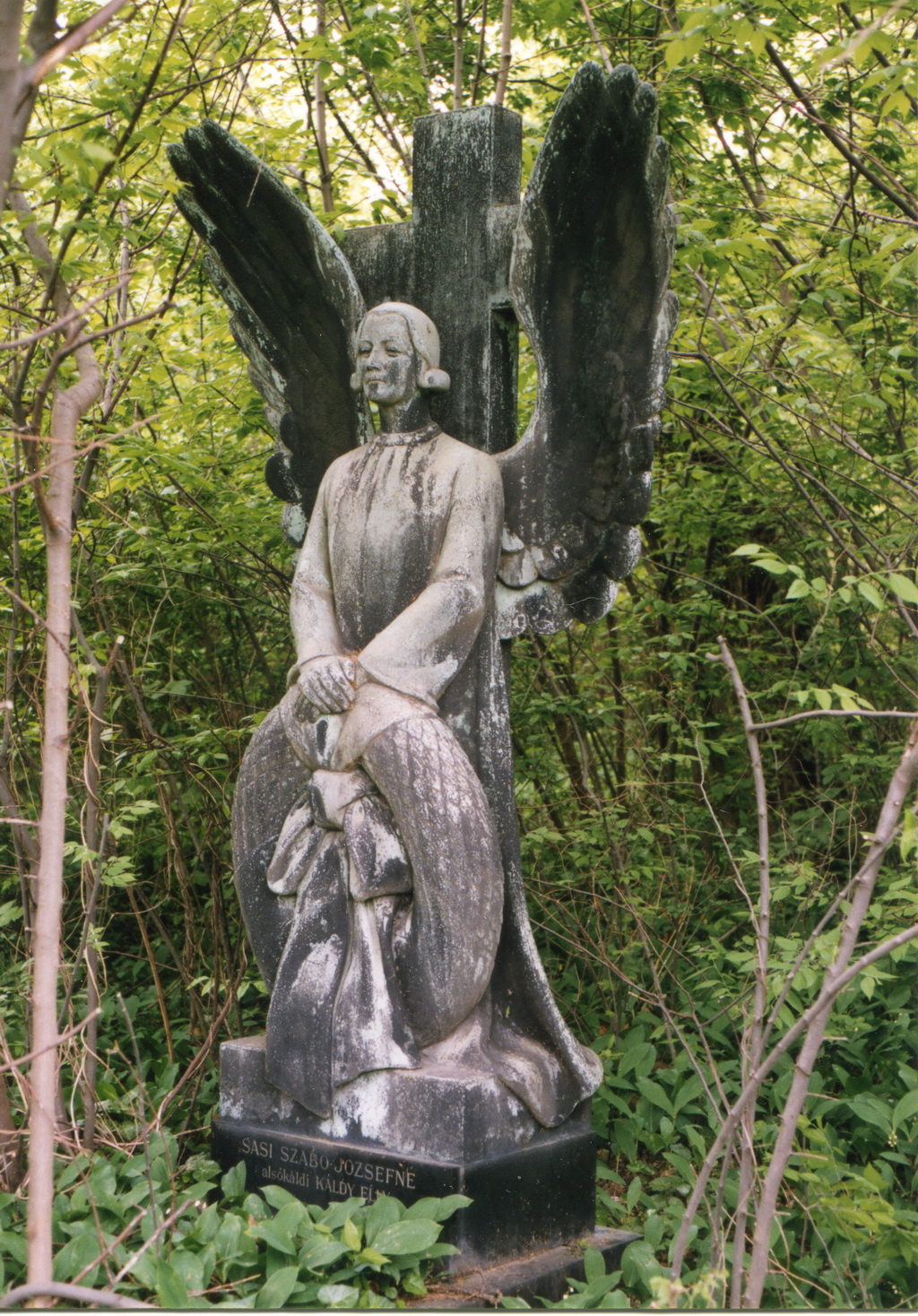
Sasi Szabó Józsefné síremléke, Budapest, Kerepesi temető
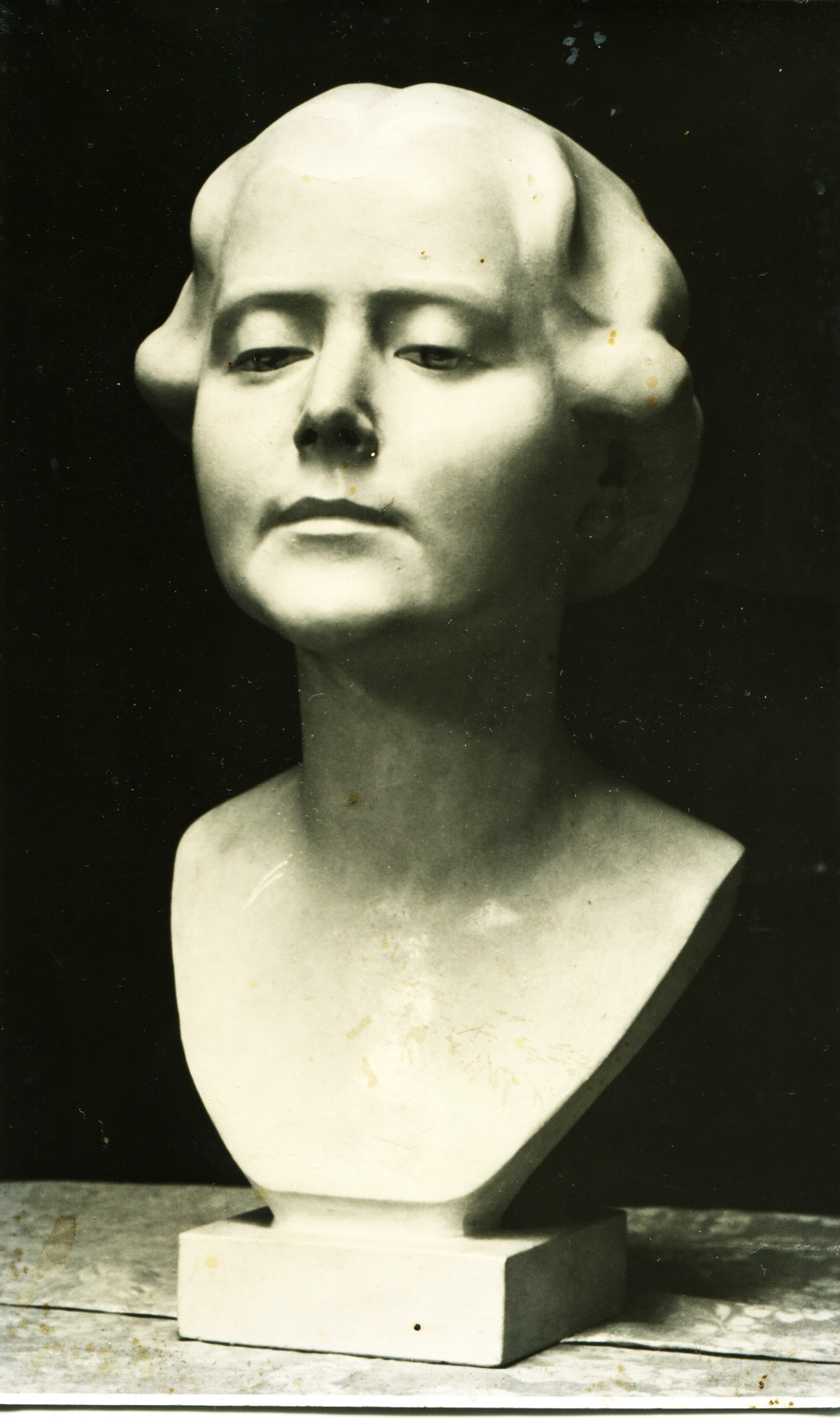
Kenyeres Izi portréja